# 科尔姆鲁瓦亚勒
科尔姆鲁瓦亚勒（法語：Corme-Royal，法語發音：[kɔʁm ʁwajal]）是法国滨海夏朗德省的一个市镇，位于该省中部，属于桑特区。

## 地理
科尔姆鲁瓦亚勒（45°44'45"N, 0°48'44"W）面积27.18 平方千米，位于法国新阿基坦大区滨海夏朗德省，该省份为法国西部滨海省份，北起旺代省，西临大西洋，南至吉倫特省，东南接多爾多涅省，东北接德塞夫勒省接壤，东临夏朗德省。
与科尔姆鲁瓦亚勒接壤的市镇（或旧市镇、城区）包括：巴朗扎克、拉克利斯、吕沙、尼约勒莱桑特、皮萨尼、圣罗曼德伯内、阿尔努河畔圣叙尔皮斯、苏利尼奥讷。

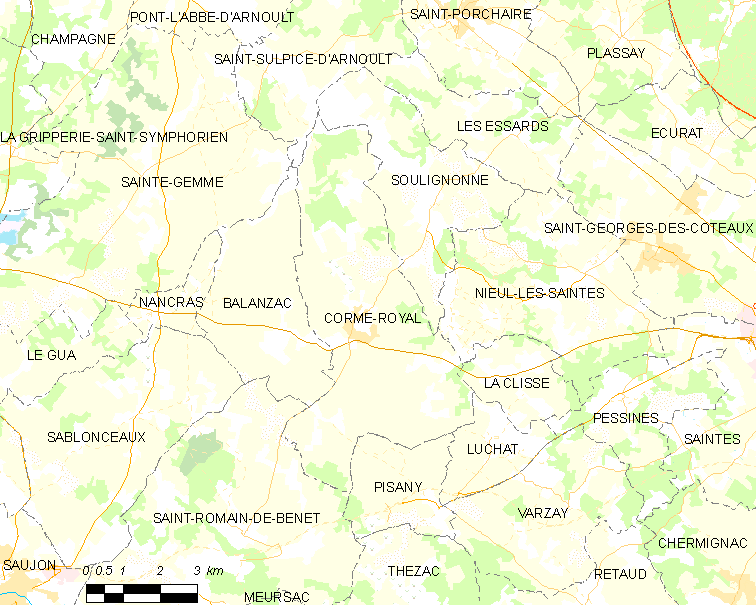
科尔姆鲁瓦亚勒的OSM定位图

科尔姆鲁瓦亚勒的时区为UTC+01:00、UTC+02:00（夏令时）。

## 行政
科尔姆鲁瓦亚勒的邮政编码为17600，INSEE市镇编码为17120。

## 政治
科尔姆鲁瓦亚勒所属的省级选区为泰纳克县。

## 人口

1962-2008年间科尔姆鲁瓦亚勒人口变化图示

科尔姆鲁瓦亚勒于2022年1月1日时的人口数量为1969人。